# Новосоветский (Жирятинский район)
Новосоветский — посёлок в Жирятинском районе Брянской области, в составе Воробейнского сельского поселения. 
 Расположен у западной окраины села Кульнево. Население — 76 человек (2010).

## История
Упоминается с XVIII века как хутор Кульнево (северная часть нынешнего посёлка), где работали винокуренный и (в XIX веке) сахарный заводы. Позднее назывался Алексеевский; современное название с 1918 года. С 1919 до 2005 года входил в Кульневский сельсовет.
| Годы      | 1926 | 1979 | 1989 | 2002 | 2010 |
| --------- | ---- | ---- | ---- | ---- | ---- |
| Население | 290  | 195  | 123  | 99   | 76   |